# Slåttjärnen, Härjedalen
Slåttjärnen är en sjö i Härjedalens kommun i Härjedalen och ingår i Ljusnans huvudavrinningsområde.